# Dieter Kaufmann (Universitätskanzler)
Dieter Kaufmann (* 1956 in Tübingen) ist ein deutscher Betriebswirt, Kanzler der Universität Ulm und Mitglied im Medizinausschuss des Wissenschaftsrats der Bundesregierung. 2015 wurde er zum Bundessprecher der Kanzlerinnen und Kanzler der Universitäten Deutschlands gewählt und 2018 sowie 2021 in diesem Amt wiedergewählt. Er ist verheiratet und hat zwei Kinder.

## Werdegang
Kaufmann studierte Betriebswirtschaftslehre an der Universität Stuttgart und wurde anschließend Referent für Planungs- und Strukturfragen seiner Alma Mater. 1984 wurde er Leiter des Finanzdezernats und somit verantwortlich für das Finanzmanagement und den Personalhaushalt derselben Universität. Von 1996 bis 2005 hatte er zugleich das Amt des stellvertretenden Kanzlers inne.
Seit September 2005 ist Kaufmann Kanzler und damit hauptamtliches Vorstandsmitglied der Universität Ulm. 2012 wurde er einstimmig durch die Universitätsgremien für eine weitere Amtszeit von acht Jahren im Amt bestätigt. 2021 setzte er sich bei den Wahlen gegen vier weitere Bewerber durch.
Kaufmann ist seit 2008 Vorstandsvorsitzender des Zentrums für Wissenschaftsmanagements in Speyer und war von 2009 bis 2011 Sprecher der baden-württembergischen Universitätskanzler.
2013 wurde Kaufmann in den Medizinausschuss des Wissenschaftsrats der Bundesrepublik Deutschland berufen.
Im Oktober 2015 wurde Kaufmann zum Bundessprecher der Vereinigung der Kanzlerinnen und Kanzler der deutschen Universitäten gewählt und trat damit die Nachfolge von Albert Berger (TU München) in diesem Amt an.
Seit 2020 ist Kaufmann zudem Vorsitzender des Ausschusses für Rechnungsprüfung der Deutschen Forschungsgemeinschaft (DFG).

## Mitgliedschaften
Kaufmann ist Mitglied im Vorstand der Arbeits- und Servicestelle für internationale Studienbewerbungen.